# Pietro Paolo Boscoli
Pour les articles homonymes, voir Boscoli.
Pietro Paolo Boscoli, né le 30 juin 1481 à Florence, mort le 23 février 1513 à Florence, a été exécuté pour avoir participé à un complot destiné à assassiner les principaux membres de la famille Médicis .

## Biographie
Né d'une famille parmi les plus anciennes et les plus nobles de la ville, il est ami de Machiavel.
Il sera condamné à mort et décapité, comme  Agostino Capponi,  à la suite de la découverte d'une liste de personnes suspectées  de conjuration contre les Médicis, liste où  figurait également Machiavel.